# Gens Claudia

Stammbaum der Claudier

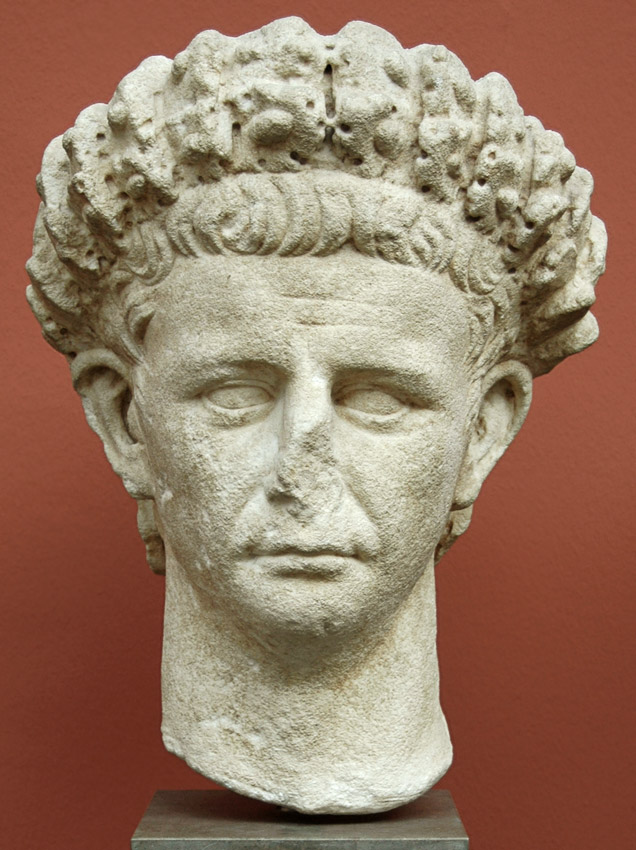
Kaiser Claudius

Die Claudier (lateinisch Claudii oder gens Claudia) waren eine der ältesten und mächtigsten römischen Patrizierfamilien (gentes maiores).
Jahrhundertelang waren ihre Mitglieder in der Stadt und im Reich an führenden Stellen tätig, seit dem 4. Jahrhundert v. Chr. auch mit einem plebejischen Zweig, der oft den Beinamen Marcellus trug. Mit dem Ende des 2. Jahrhunderts v. Chr. trat ein weiterer Beiname auf, Nero (stark, tatkräftig), den auch die römischen Kaiser Tiberius und Claudius trugen. Tiberius und Claudius waren wie Nero Mitglieder der julisch-claudischen Dynastie.
Traditionell wird der Ursprung der Familie in Attius Clausus gesehen, einem Sabiner, der mit Rom Frieden schloss und sich dadurch in einer unangenehmen Situation sah. Deshalb zog er es vor, Regillus und seine Anhänger um das Jahr 504 v. Chr. zu verlassen. Rom nahm ihn auf, machte seine Gefolgschaft zu Bürgern, gab ihnen Land und machte Appius Claudius Sabinus (so der Name in der lateinischen Form) zum Senator. Eine alternative Herleitung führt den Namen auf claudus (lateinisch für lahm, humpelnd) zurück.
Clodius war eine weitere plebejische Version des Namens, die von einigen Mitgliedern der Familie benutzt wurde, um als Patrizier einen plebejischen Auftritt zu bekommen, während Claudia (und Clodia) von den Frauen benutzt wurde. Vor allem in frühen Prinzipat, als Angehörige der Familie das Reich beherrschten, nahmen viele römische Neubürger Claudius als Gentilnamen an, so dass der Name eine weite Verbreitung fand und auch nach dem Aussterben der eigentlichen claudischen Familie sehr häufig blieb.
In den deutschsprachigen Raum gelangte der Name im 16. Jahrhundert als Vorname. Insbesondere die weibliche Form Claudia ist heute häufig.
Bedeutende Träger des Namens in der Antike, die allerdings keineswegs sämtlich Angehörige der gens Claudia waren, waren:
- Ap. Claudius Sabinus Inregillensis, Konsul 495 v. Chr.
- Ap. Claudius Crassus Inregillensis Sabinus, Konsul 471 v. Chr. (?), 451 v. Chr.; Decemvir 451 v. Chr., 450 v. Chr., 449 v. Chr.
- C. Claudius (Crassus?) Inregillensis Sabinus, Konsul 460 v. Chr.
- Ap. Claudius Crassus Inregillensis, Konsul 349 v. Chr.
- M. Claudius Marcellus, Konsul 331 v. Chr.
- Ap. Claudius Caecus, Konsul 307 v. Chr., 296 v. Chr.
- M. Claudius Marcellus, Konsul 287 v. Chr.
- C. Claudius Canina, Konsul 285 v. Chr., 273 v. Chr.
- Ap. Claudius Russus, Konsul 268 v. Chr.
- Ap. Claudius Caudex, Konsul 264 v. Chr.
- P. Claudius Pulcher, Konsul 249 v. Chr., Verlierer der Schlacht von Drepana
- C. Claudius Centho, Konsul 240 v. Chr.,
- M. Claudius Marcellus, Konsul 222 v. Chr., nachgewählt  215 v. Chr., 214 v. Chr., 210 v. Chr., 208 v. Chr.
- Q. Claudius, Volkstribun 218 v. Chr.
- Ap. Claudius Pulcher, Konsul 212 v. Chr.
- C. Claudius Nero, Konsul 207 v. Chr.
- Ti. Claudius Nero, Konsul 202 v. Chr.
- M. Claudius Marcellus, Konsul 196 v. Chr.
- Ap. Claudius Pulcher, Konsul 185 v. Chr.
- P. Claudius Pulcher, Konsul 184 v. Chr.
- M. Claudius Marcellus, Konsul 183 v. Chr.
- C. Claudius Pulcher, Konsul 177 v. Chr.
- M. Claudius Marcellus, Konsul 166 v. Chr., 155 v. Chr., 152 v. Chr.
- Ap. Claudius Pulcher, Konsul 143 v. Chr.
- C. Claudius Pulcher, Konsul 92 v. Chr.
- Ap. Claudius Pulcher, Konsul 79 v. Chr.
- Claudius Glaber, Prätor 73 v. Chr. (oder etwas früher)
- Q. Claudius Quadrigarius, Historiker
- Ti. Claudius Nero, Legat des Pompeius im Seeräuberkrieg 67 v. Chr.
- Ap. Claudius Pulcher, Konsul 54 v. Chr.
- P. Claudius Pulcher, Bruder des vorigen, nannte sich in P. Clodius Pulcher um
- M. Claudius Marcellus, Konsul 51 v. Chr.
- C. Claudius Marcellus, Konsul 50 v. Chr.
- C. Claudius Marcellus, Konsul 49 v. Chr.
- Ap. Claudius Pulcher, Konsul 38 v. Chr.
- Marcus Claudius Marcellus Aeserninus, Konsul 22 v. Chr.
- Nero Claudius Drusus, Konsul 9 v. Chr.

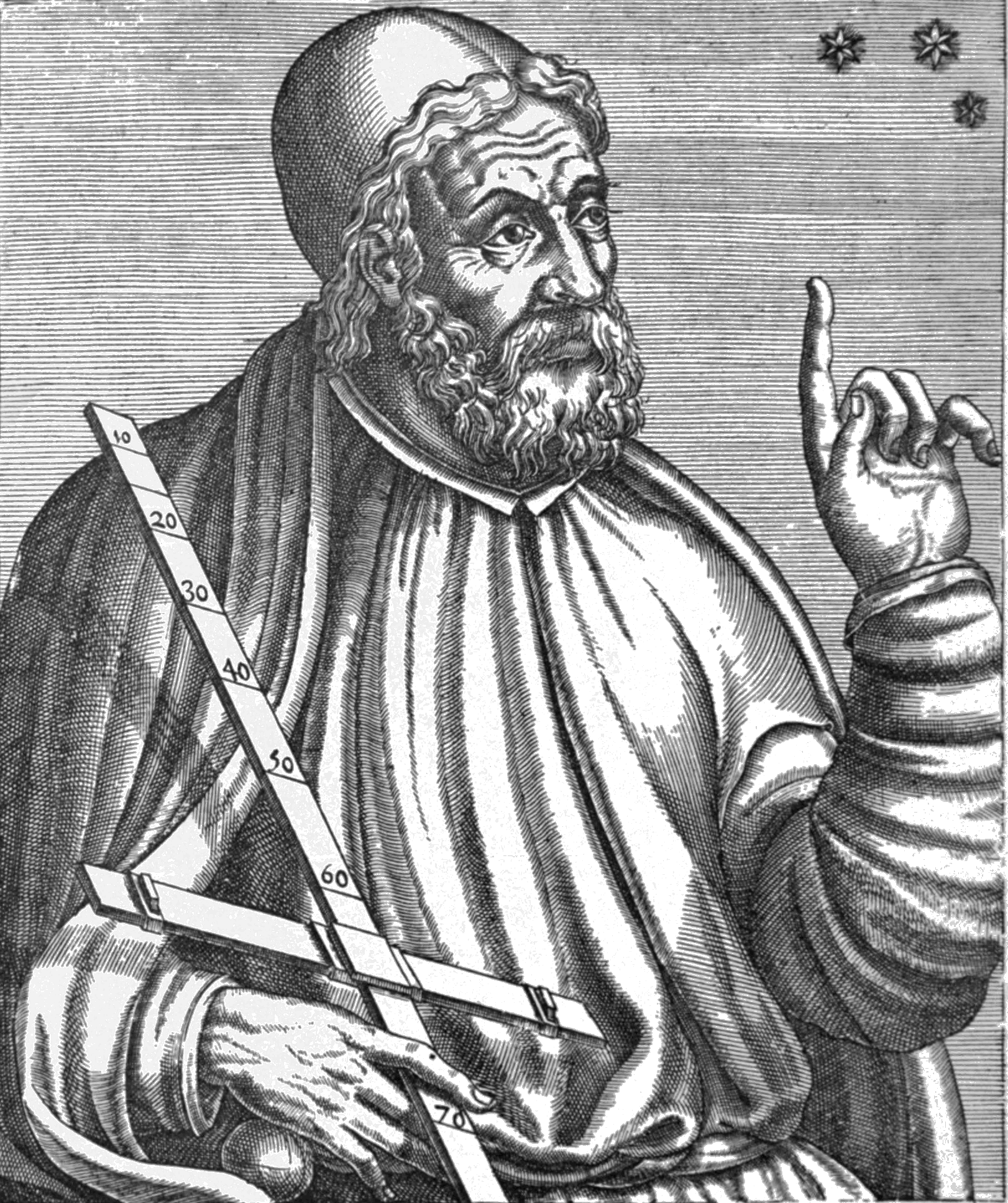
Claudius Ptolemaeus (mittelalterliches Idealporträt)

- Ti. Claudius Nero, Vater des Kaisers Tiberius
- Ti. Claudius Nero Caesar, Kaiser Tiberius (14–37)
- Ti. Claudius Nero Germanicus, Kaiser Claudius (41–54)
- Claudius Drusus, Sohn des Claudius († um 20)
- Ti. Claudius Nero Caesar, Kaiser Nero (54–68)
- Claudius Ptolemaeus (Ptolemäus), griechischer Astronom, 2. Jahrhundert
- Claudius Galenus (Galen), griechischer Arzt (* 129, † 199)
- L. Vibullius Hipparchus Ti. Claudius Atticus Herodes, Konsul 143
- Cn. Claudius Severus Arabianus, Konsul 146
- Cn. Claudius Severus, Konsul 173
- Ti. Claudius Pompeianus, Konsul 173
- Ti. Claudius Aristokles, antiker griechischer Philosoph
- Ti. Claudius Severus Proculus, Konsul 200
- Claudius Aelianus (Aelian), Lehrer und Rhetoriker, († 222)
- Claudius Iulianus
- L. Tiberius Claudius Pompeianus, Konsul 231
- Cn. Claudius Severus, Konsul 235
- Ti. Claudius Quintianus, Konsul 235
- Claudius Gothicus, Kaiser (268–270)
- M. Claudius Tacitus, Kaiser (275–276)
- Claudius, Maurus und Jason, Märtyrer († 284)
- Titus Claudius Aurelius Aristobulus, Konsul 285
- Flavius Claudius Constantinus, Kaiser (337–340)
- Flavius Claudius Iulianus, Kaiser (361–363)
- Claudius Mamertinus, Konsul 362
- Sex. Claudius Petronius Probus, Konsul 371
- Flavius Claudius Antonius, Konsul 382
- Claudius Claudianus (Claudian), Dichter (* um 370, † 405)
- Rutilius Claudius Namatianus, Politiker und Dichter des 5. Jahrhunderts
- Claudius Iulius Ecclesius Dynamius, Konsul 488

Für Personen aus späterer Zeit, die den Namen Claudius tragen, siehe Claudius (Begriffsklärung).